# 고비 해군항공대
고비 해군항공대(일본어: 虎尾海軍航空隊 고비카이군코쿠타이[*])는 태평양 전쟁 말기에 항공대 병력의 대량 양성을 위해 대만에 창설하였던 일본 제국 해군 항공대의 초보훈련부대였다. 도라오 해군항공대(일본어: 虎尾海軍航空隊 도라오카이군코쿠타이[*])로도 부른 이 부대는 다이난주 고비군 고비가(현재의 타이난시/자이시 윈린현 후웨이진)에 주둔하였다.

## 역사

### 1944년
1944년 대만본섬을 관할하는 다카오 경비부 소속 항공대 훈련부대로서 고비 비행장에서 창설되었다. 태평양 전쟁을 일으키고 항공전력이 필요한 곳이 기하급수적으로 많아져 항공병의 수요를 맞추기 위해 해군비행예과 연습생(예과연)의 졸업생에게 초보적 연습을 시키는 연습항공대도 일본군의 점령지에 여러 곳에 설립되었다. 고비 해군항공대는 타이완섬 중부 타이난주 고비군 고비가 교외에 설치한 고비 비행장에서 1944년 5월 15일에 창설되었다. 진수부 예하 연합연습항공대에 있는 내지의 연습항공대와 달리, 대만을 관할하는 다카오 경비부 산하 연습항공대로서 훈련을 시작하였다.
12월 1일, 다카오 해군항공대가 폐지되고 남은 타이중 분견대를 편입받았다.

### 1945년
지속적인 기재, 연료, 인원 부족에 덴고 작전와 기쿠스이 작전에 대비하여 대만섬 안의 해군 비행장에 작전부대의 편성을 추진함에 따라 작전부대에 인력과 장비를 넘기게 되어 고비 해군항공대는 2월 15일에 해체되었다. 해체된 후, 대다수의 대원들이 수송선과 수송기를 통해 내지로 송환되었다. 그중에 3월 16일에 지룽항에서 출항한 사관 50명을 태운 南京丸 난징마루[*]가 격침되었다. 살아남은 대원들은 을(乙)급 해군항공대인 타이완 해군항공대로 전속하고 덴고 작전과 기쿠스이 작전에 참가하였고, 그 때까지도 방치되었던 항공기는 "충의대"란 이름의 특공대에서 소모하였다.
고비 비행장은 후웨이 공군기지로서 중화민국 공군에서 1994년까지 운영하다가 철거하였다.

## 훈련
- 1944년 5월 15일, 학도병으로 구성된 미에 해군항공대의 졸업생이 비행훈련 1기로 입대하였다.
- 1944년 7월, 마쓰야마 해군항공대의 예과연 갑(甲) 13기 졸업생이 비행훈련 39, 40기로 입대하였다.
- 1944년 9월, 나라 분견대의 예과연 갑13기 졸업생이 비행훈련 41기로 입대하였다.

## 부대장
1. 市村茂松; 1944년 5월 15일 ~ ?
2. (불명); 1945년 1월 15일 ~ 1945년 2월 15일, 부대 해체

## 항공기
- 요코스카 K5Y/93식 중간연습기

## 같이 보기
주대만 해군항공대
- 타이난 해군항공대(중국어판)
- 다카오 해군항공대(중국어판)
- 도코 해군항공대(중국어판)

## 참고
1. ↑  永石正孝 (1961년 1월 1일). 《海軍航空隊年誌》 (일본어). 出版共同社. ASIN B000JANTYA.